# Juozas Kaunas
Juozas Kaunas (* 13. Juni 1870 in Pavilktiniai, Rajon Sintautai, Bezirk Šakiai; † 28. August 1936 in Jonava, Litauen) war ein litauischer Lehrer und Politiker, erster Bürgermeister von Jonava.

## Leben
1890 absolvierte er das Lehrerseminar Veiveriai und lernte danach in Palästina, in der Türkei und in Russland.
Bis 1915 lehrte in Ingavangys, Klebiškis (Bezirk Marijampolė), Jaminai, Štabinas (Bezirk Augustavas) und in Suvalkai. 1919 wurde er Leiter einer Abteilung am Innenministerium Litauens, von 1921 bis 1924 war er Gehilfe des Direktors im Departament für Kommunen, von 1924 bis 1926 Oberrevisor. Von 1926 bis 1936 wurde er zum Bürgermeister von Jonava gewählt.
Sein Grab befindet sich im Friedhof Skaruliai (Rajongemeinde Jonava).